# Корбу (Васлуј)
Корбу (рум. Corbu) насеље је у Румунији у округу Васлуј у општини Липовац. Oпштина се налази на надморској висини од 157 m.

## Становништво
Према подацима из 2002. године у насељу је живело 635 становника, од којих су сви румунске националности.